# Aeroportul Umba
Aeroportul Umba (IATA: UMC) este un aeroport din Morobe Province⁠(d), Papua Noua Guinee.
aeroportul dispune de o singură pistă.